# Hampton Court
El Palacio de Hampton Court es un palacio real en el municipio londinense de Richmond upon Thames, Gran Londres, en el condado histórico de Middlesex, y dentro de la ciudad postal de East Molesey, Surrey; la Familia Real Británica no lo habita desde el siglo XVIII. El palacio está a 18,8 kilómetros al sudoeste de Charing Cross y corriente arriba del río Támesis desde el centro de Londres.

## Historia y descripción

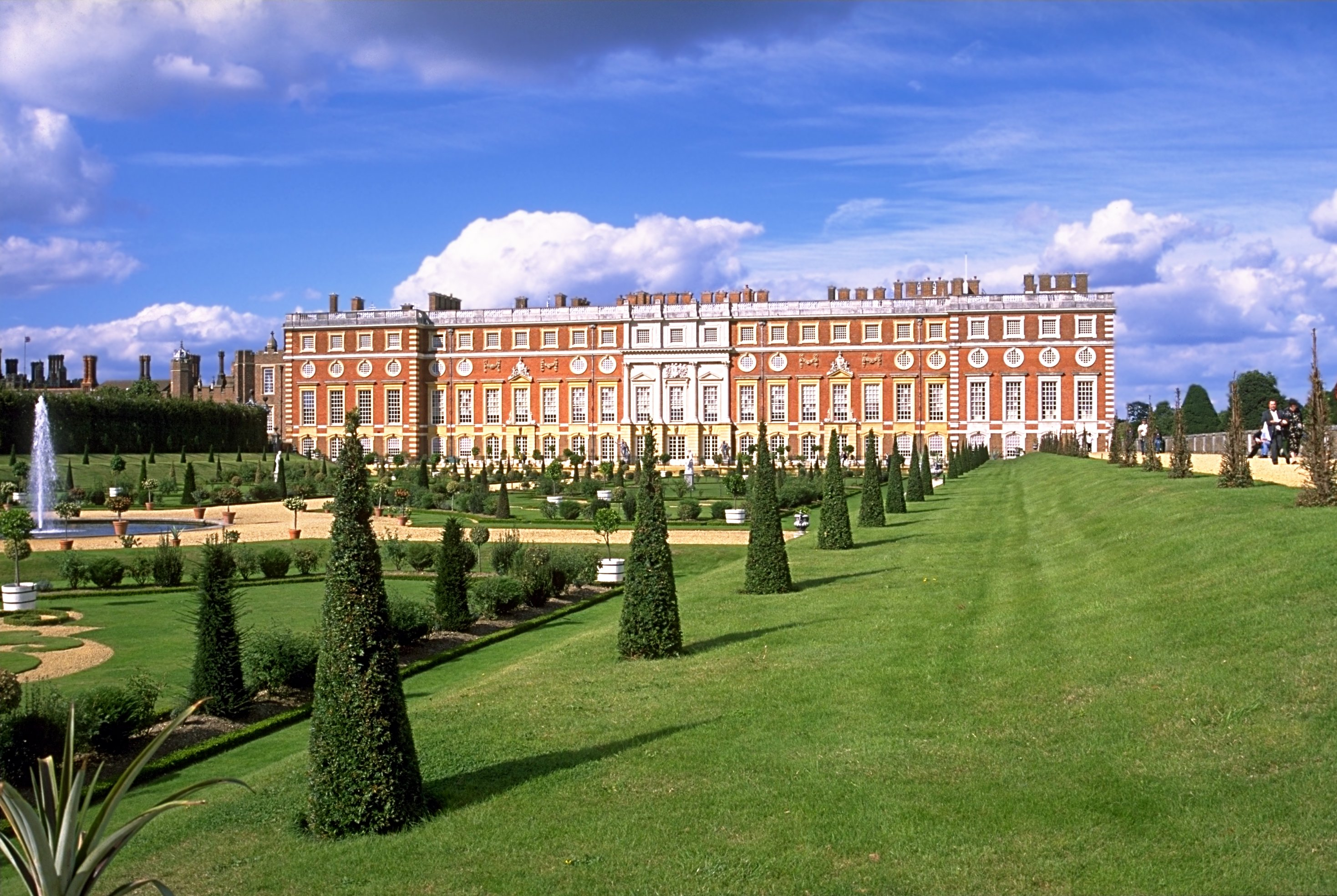
Fachada sur diseñada por Christopher Wren.

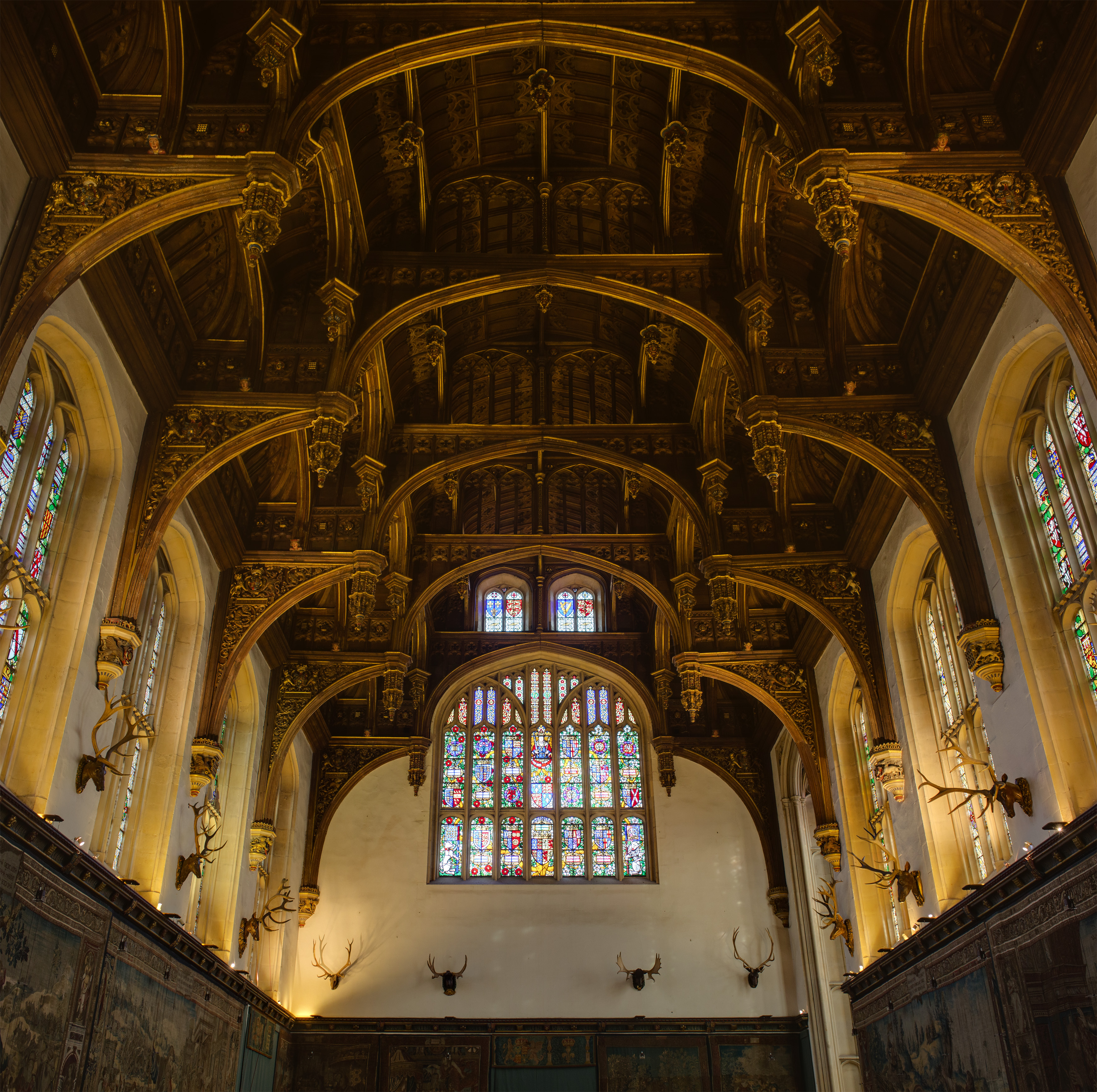
Bóveda del Gran Salón de Hampton Court.

Originariamente fue construido para el cardenal Thomas Wolsey, un favorito del rey Enrique VIII, alrededor de 1514. En 1529, cuando Wolsey perdió el favor del rey, el palacio pasó al rey, que lo amplió.
Se compone de cuatro grandes patios, sin una organización regular y algunos otros más de menor tamaño. Actualmente, entre el río y el palacio existe una amplia plaza, la "Outer Green", que termina en un foso salvado por puente que mandó construir Enrique VIII. Sobre el puente se pueden ver los escudos, sostenidos por leones y unicornios, del rey Jorge II, que dan a esta parte anterior de la entrada el nombre de "Trophy Gates".

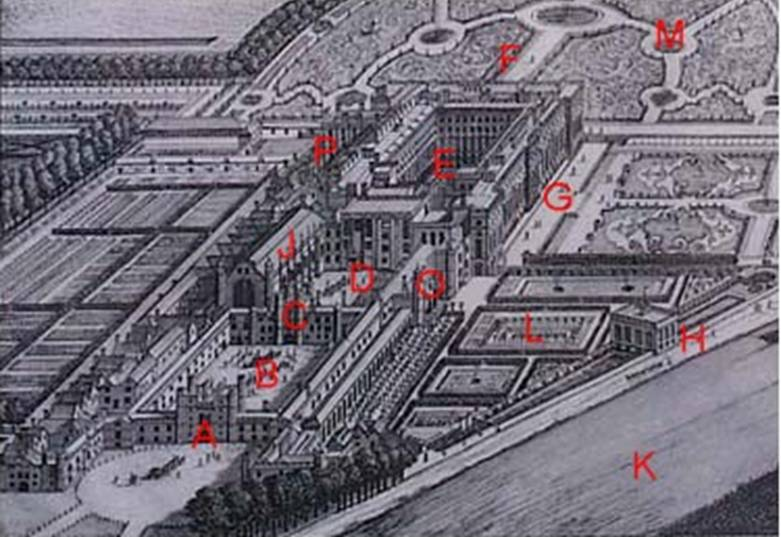
Palacio de Hampton Court con identificación de zonas. A: Fachada oeste y entrada principal; B: Patio principal; C: Torre del Reloj; D: Patio del Reloj; E: Patio de la Fuente; F: Fachada este; G: Fachada sur; H: Banqueting House; J: Gran Hall; K: Río Támesis; M: Jardines del este; O: Habitaciones del Cardenal Wolsey; P: Capilla

Enrique VIII la estableció como su residencia en 1536. Durante su construcción intervinieron artistas como Giovanni da Maiano que decoró las torres octogonales con medallones de terracota. 
La entrada, modificada entre 1771 y 1773, se remonta a la primera fase del palacio y a su primer propietario: el cardenal Wolsey, que ordenó construir la residencia en 1515. En cuanto a la decoración, utiliza tanto motivos heráldicos como animales mitológicos (grifos y unicornios). Tras pasar la puerta de la entrada, nos encontramos con el "patio bajo", el primero de los patios interiores. A la izquierda se llega al Patio del Reloj, que se asocia al recuerdo de Ana Bolena. Junto a la parte que se remonta a la época de Wolsey y Enrique VIII, se levantó el edificio construido por Wren a partir de 1689.
En el centro de las fachadas, Christopher Wren situó un grupo de columnas corintias. Los dos patios mayores son los del Reloj y el de La Fuente. El "Great Hall" y la "Capilla Real" son dos joyas de este palacio. La primera pieza fue encargada por Enrique VIII y fue acabada el mismo año en que ajusticiaron a Ana Bolena. La Capilla Real también fue embellecida por Enrique VIII, pero solo queda de lo original la bóveda, todo lo demás fue diseñado por Wren. A fines del siglo XVII se realizó una reconstrucción del palacio inspirada en el de Versalles y ejecutada por Christopher Wren. En 1730 se le añadieron unas esculturas con motivos de animales obra de William Kent.
Dentro del palacio se pueden observar pinturas de la Royal Collection: Tiziano, Tintoretto (Las musas), Hans Holbein el Joven, Antonio Moro (Retrato del infante Juan Manuel de Portugal), Correggio, Orazio Gentileschi (José y la mujer de Putifar), Jean Clouet, Louis Laguerre, James Thornhill, Gerrit van Honthorst y Juan Pantoja de la Cruz (Retrato de Felipe III de España), entre otros, pero la gran joya son Los triunfos del César de Mantegna, seguramente las mejores pinturas de dicho artista fuera de Italia.
En la actualidad, en el recinto se celebran actos culturales.

## Jardines

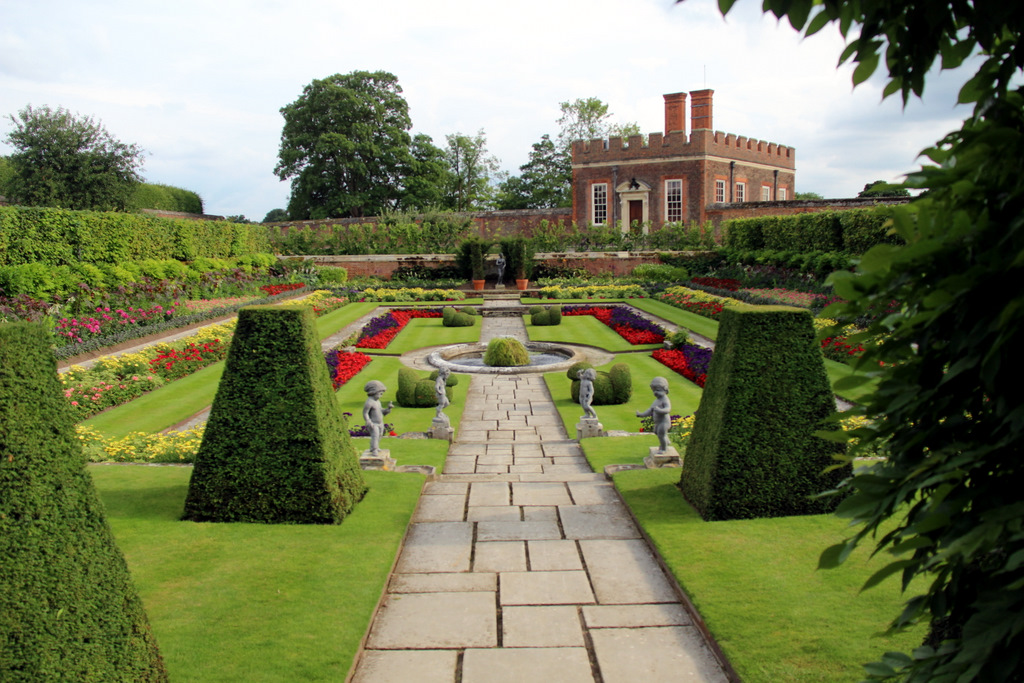
Uno de los jardines de Hampton Court.

Fueron diseñados por George London y su discípulo Henry Wise entre 1689 y 1695.

## Leyenda
Según la leyenda popular, el espíritu de Catalina Howard, una de las esposas de Enrique VIII, vaga por todo el recinto. La joven fue ejecutada en la Torre de Londres por orden expresa de su marido. El monarca la acusó de adulterio y la encerró en una habitación en Hampton Court, pero Catalina logró escapar y trató de buscar al rey para implorarle perdón. Sin embargo, los guardias la atraparon y a los pocos días murió decapitada.
En 2003, esta leyenda fue desmentida luego de que un estudio de psicólogos de la Universidad de Hertfordshire demostrarse que en la galería donde supuestamente "vagaba" el espectro de Howard, el aire frío era producido por la presencia de diversas puertas, muchas de ellas ocultas, y que no cerraban herméticamente, lo que explicaba el descenso de temperatura.

## Juegos Olímpicos de 2012
Durante los Juegos Olímpicos de Londres 2012, Hampton Court fue utilizado como salida y meta de la carrera de ciclismo contrarreloj.